# Cissia pompilia
Cissia pompilia is een vlindersoort uit de familie van de Nymphalidae. De wetenschappelijke naam van de soort is in 1867 als Neonympha pompilia gepubliceerd door Cajetan Freiherr von Felder en Rudolf Felder.

## Verspreiding
De soort komt voor in het zuiden van de Verenigde Staten, Midden-Amerika en het noordwesten van Zuid-Amerika. Er is een oude waarneming van Pieter Snellen in 1887 op Curaçao. In 1996 is deze soort daar niet meer vastgesteld.

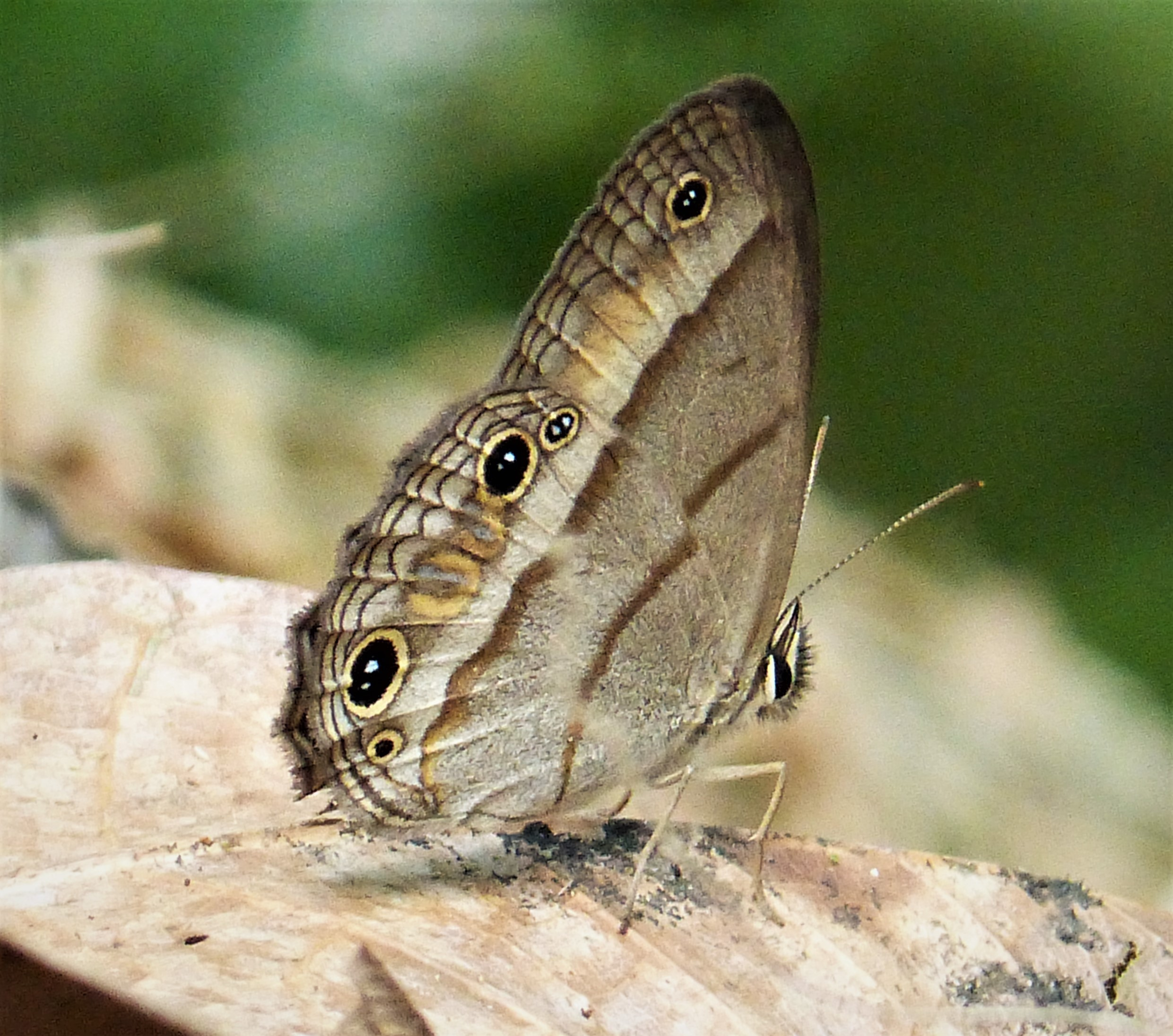